# Gansu
Il Gansu (Cinese semplificato: 甘肃; Cinese tradizionale: 甘肅) è una provincia della Repubblica Popolare Cinese (454.000 km², 23.000.000 ab.) che ha come capoluogo Lanzhou (Cinese semplificato: 兰州; Cinese tradizionale: 蘭州). Alcune città come Baiyin, Jiayuguan e Jinchang sono molto importanti.
Tra le molte attrazioni dei centri del Buddismo (vedi sotto), una straordinaria meta storico-turistica è rappresentata dal Forte di Jiayuguan, considerato il terminale occidentale della Grande muraglia cinese. Costruito agli inizi della Dinastia Ming (1372), controllava e proteggeva il limite estremo occidentale della Cina. Era, insomma, la porta occidentale del paese, e infatti si era guadagnato la definizione di "Primo e Massimo Passaggio sotto il Cielo".

## Geografia fisica
La provincia del Gansu ha una superficie di 454.000 chilometri quadrati, e la maggioranza del suo territorio si trova a più di 1.800 metri sul livello del mare. Si estende fra l'altopiano tibetano, la Mongolia Interna e l'altopiano desertico del Loess. Inoltre confina a nord-est con la Mongolia vera e propria, da cui penetra nel suo territorio una parte del Deserto del Gobi. È attraversata dal Fiume Giallo (Huang He), che proprio dal Gansu trae la maggior parte delle proprie acque, attraversando anche la capitale Lanzhou. Le vette più elevate sono sulla catena del Qilian Shan (5.547 metri).

## Storia
Nei tempi preistorici il Gansu ha ospitato diverse culture Neolitiche. La cultura di Dadiwan, di cui sono stati scavati numerosi importanti oggetti, è fiorita nell'estremità orientale del Gansu da circa il 6000 a.C. fino a circa il 3000 a.C. Vi hanno avuto sede anche la cultura di Majiayao e (in parte) Qijia, rispettivamente dal 3100 a.C. al 2700 a.C. e dal 2400 a.C. al 1900 a.C.
Lo stato Qin (秦), che successivamente sarebbe diventato la Dinastia Qin, fondatrice dell'Impero cinese, si formò a partire dalla parte sudorientale del Gansu, e specificamente dalla zona di Tianshui (天水). Si ritiene addirittura che lo stesso nome Qin abbia avuto in parte origine da quella zona. Tombe e manufatti Qin sono stati scavati a Fangmatan, vicino a Tianshui, e tra di essi una mappa vecchia di 2200 anni della contea di Guixian.
Nelle epoche imperiali il Gansu fu un importante avamposto strategico e nodo di comunicazioni per l'impero cinese, dato che il corridoio di Hexi (河西走廊) corre lungo il “collo” della provincia. La Dinastia Han estese la Grande Muraglia Cinese a tutto il corridoio, costruendo anche su di essa le strategiche città fortificate di Yumenguan (Passo della Porta di Giada, vicino a Dunhuang) e Yangguan, i cui resti sono tuttora visibili. La Dinastia Ming costruì anche l'avamposto di Jiayuguan. A ovest di Yumenguan e dei Monti Qilian, all'estremità nordoccidentale della provincia vivevano diverse tribù nomadi, tra cui gli Yuezhi e i Wusun, che hanno avuto la loro parte nella geopolitica regionale dell'Impero Cinese.

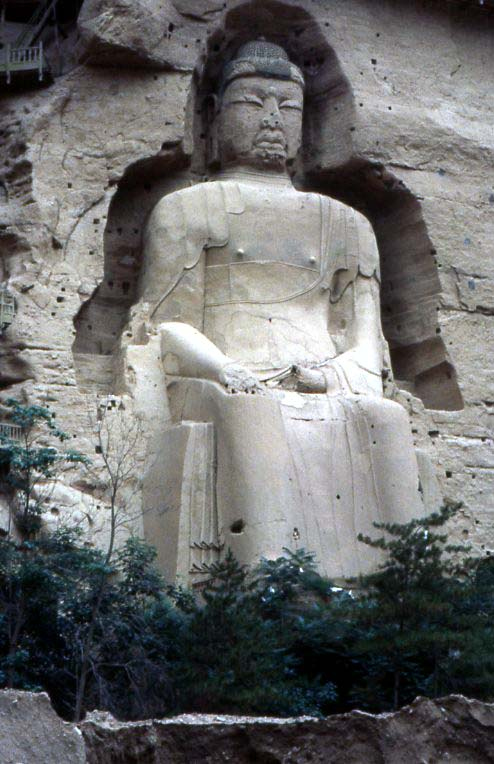
Il gigantesco Buddha (26 m) di Bingling-Si, sul Fiume Giallo, Gansu, Cina

Situato sul tratto orientale della Via della seta, il Gansu era una provincia importante dal punto di vista economico, oltre che da quello della trasmissione culturale. Vi si trovano per esempio molti Templi e centri di culto del Buddismo, prime fra tutti le celebri Grotte dei Mille Buddha a Mogao, vicino a Dunhuang. Una notevole parte della regione, ai confini da una parte con il Qinghai e dall'altra con il Sichuan, costituisce inoltre la Zona Tibetana Autonoma, con capitale Hezuo. Vi si trovano altri diversi importantissimi complessi monasteriali buddisti (Setta Gelugpa, anche detta dei Berretti Gialli), come quello vicino alla stessa Hezuo (Monastero di Milaerba, ovvero Milarepa), Labrang-Si (Xiahe) e Langmu-Si, e le straordinarie Grotte del Buddha di Bingling-Si, in una rientranza del Fiume Giallo.
Molte parti della provincia sono state teatro di feroci combattimenti durante la rivolta della popolazione musulmana nel 1862-1877. I frequenti terremoti (gravissimi in particolare quelli del 1920, con circa 180.000 morti, e del 1932, con circa 70.000 morti), i periodi di siccità e le carestie hanno intralciato lo sviluppo economico, finché di recente la provincia ha cominciato a evolversi in un centro industriale di importanza vitale basato sulle sue abbondanti risorse minerali.
Province confinanti: Mongolia Interna, Xinjiang, Qinghai, Sichuan, Shaanxi, Ningxia.

## Amministrazione
Mappa della suddivisione amministrativa della provincia del Gansu
| Mappa | #                | Nome           | Hanzi                   | Hanyu Pinyin           | Amministrazione     | Tipo |
| ----- | ---------------- | -------------- | ----------------------- | ---------------------- | ------------------- | ---- |
|       |                  |                |                         |                        |                     |      |
| 1     | Jiuquan          | 酒泉市         | Jiǔquán Shì             | Distretto di Suzhou    | Città-prefettura    |      |
| 2     | Jiayuguan        | 嘉峪关市       | Jiāyùguān Shì           | Jiayuguan              | Città-prefettura    |      |
| 3     | Zhangye          | 张掖市         | Zhāngyè Shì             | Distretto di Ganzhou   | Città-prefettura    |      |
| 4     | Jinchang         | 金昌市         | Jiǔquán Shì             | Distretto di Jinchuan  | Città-prefettura    |      |
| 5     | Wuwei            | 武威市         | Wǔwēi Shì               | Distretto di Liangzhou | Città-prefettura    |      |
| 6     | Baiyin           | 白银市         | Báiyín Shì              | Distretto di Baiyin    | Città-prefettura    |      |
| 7     | Lanzhou          | 兰州市         | Lánzhōu Shì             | Distretto di Chengguan | Città-prefettura    |      |
| 8     | Linxia (Hui)     | 临夏回族自治州 | Línxià Huízú Zìzhìzhōu  | Linxia                 | Prefettura autonoma |      |
| 9     | Gannan (Tibetan) | 甘南藏族自治州 | Gānnán Zāngzú Zìzhìzhōu | Hezuo                  | Prefettura autonoma |      |
| 10    | Dingxi           | 定西市         | Dìngxī Shì              | Distretto di Anding    | Città-prefettura    |      |
| 11    | Longnan          | 陇南市         | Lǒngnán Shì             | Distretto di Wudu      | Città-prefettura    |      |
| 12    | Tianshui         | 天水市         | Tiānshuǐ Shì            | Distretto di Qinzhou   | Città-prefettura    |      |
| 13    | Pingliang        | 平凉市         | Píngliàng Shì           | Distretto di Kongtong  | Città-prefettura    |      |
| 14    | Qingyang         | 庆阳市         | Qìngyáng Shì            | Distretto di Xifeng    | Città-prefettura    |      |

## Economia
La produzione agricola comprende cotone, olio di colza, mais, miglio e grano. Il Gansu è anche un noto produttore di piante usate nella medicina cinese.
In ogni caso l'economia della provincia si basa sull'estrazione dei minerali, molti dei quali rari. Vi si trovano, tra gli altri, notevoli giacimenti di antimonio, cromo, carbone, cobalto, rame, fluorite, gesso, iridio, ferro, piombo, calcare, mercurio, nickel, platino, tungsteno, zinco. Le zone petrolifere di Yumen e Changqing sono considerate di significativa importanza.
Altre attività industriali: Produzione di Elettricità, Petrolchimica, prospezioni petrolifere e materiali da costruzione. Secondo alcune fonti il Gansu sarebbe il centro dell'industria nucleare cinese. Nel Deserto del Gobi è situato il Centro di lancio per satelliti (nei pressi di Jiuquan).

## Demografia e lingue

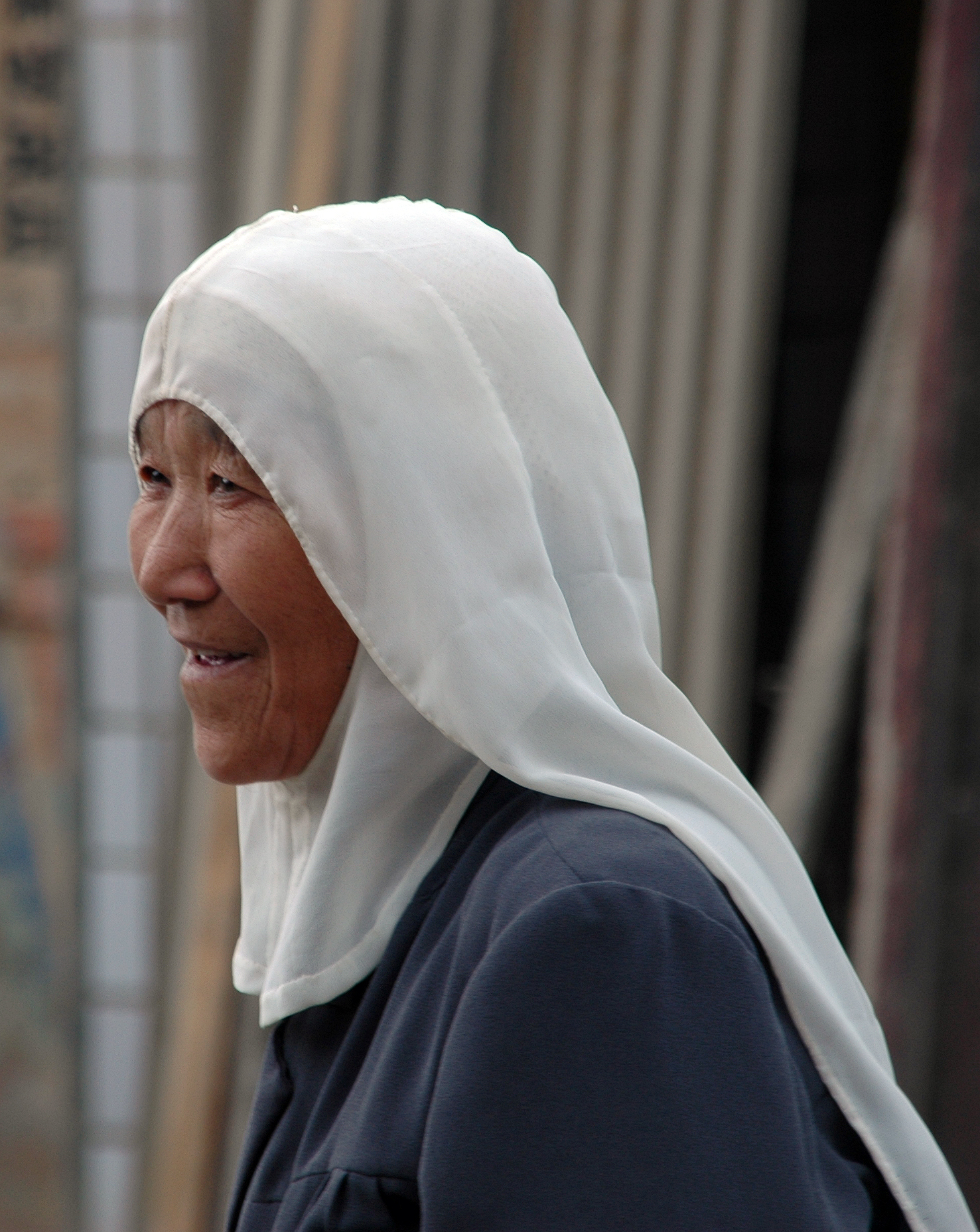
Donna Dongxiang (cinese musulmana) in un villaggio vicino a Linxia, Gansu, Cina

La popolazione del Gansu è di circa 26.000.000 abitanti. La maggior parte di essi (73%) è ancora rurale. Etnie: il 92% sono Han, il resto è composto da minoranze di Hui, Tibetani, Dongxiang, Tu, Uiguri, Mongoli, Kazakhi, Salar, Manciù, Bonan, Yugur.
Le lingue più parlate sono dialetti del cinese settentrionale. Sui confini si può anche sentir parlare Tibetano (dell'Amdo), Mongolo e Khazako. La grande maggioranza della popolazione conosce anche il cinese, tranne i Tu, che si dice non parlino quasi mai una seconda lingua.

### Istruzione
Centri di istruzione al livello più elevato sono: Università di Lanzhou ((兰州大学), fondata nel 1909), Università Agricola del Gansu (甘肃农业大学), fondata nel 1958), Università di Tecnologia in Lanzhou (兰州理工大学), fondata nel 1919.

## Flora e fauna
Nel Gansu sono presenti 659 specie di animali selvatici, di cui 24 in via d'estinzione e protetti dallo Stato. Alcuni animali caratteristici sono: il panda gigante, cercopithecus kandti, la lince, il leopardo delle nevi, cervus nippon, moschidae, e il cammello battriano. Le specie di uccelli presenti sono 441.
Il Gansu è un centro di endemismi come pochi altri.
È il secondo produttore di piante e erbe medicinali in Cina, alcune erbe non crescono in nessun altro luogo al mondo.